# Noor Inayat Khan
Pour les articles homonymes, voir Noor et Khan (homonymie).
Noor Un Nisa Inayat Khan, née le 1er janvier 1914 au Kremlin de Moscou en Russie et morte le 13 septembre 1944 au camp de Dachau en Allemagne, est un agent secret britannique du Special Operations Executive (SOE), section F, qui se distingua durant la Seconde Guerre mondiale. Premier agent féminin à être envoyé en France comme opérateur radio, elle rejoignit le réseau PHONO d’Henri Garry en juin 1943.
Pendant ses quatre mois d’activité dans la région parisienne – son instructeur au SOE l'avait informée que la durée d'activité d'un opérateur radio de ce réseau était en moyenne de quatre semaines – elle maintint le contact radiotélégraphique avec Londres, l’informant sur les terrains de parachutage et sur les réseaux. Elle réussit à transmettre vingt messages, malgré l’environnement particulièrement dangereux en raison de l’effondrement général du réseau Prosper-PHYSICIAN et des moyens de détection radiogoniométriques que l’ennemi concentra sur son émetteur. Elle fut dénoncée, arrêtée, emprisonnée, reprise deux fois à l’occasion de tentatives d’évasion, déportée, maintenue à l’isolement et enchaînée pendant neuf mois à Pforzheim. Elle est finalement exécutée à Dachau, sans avoir jamais parlé ni coopéré avec l’ennemi.
Après deux autres agents du SOE, Odette Sansom et Violette Szabo, Noor Inayat Khan fut la troisième femme à qui le Royaume-Uni a décerné la George Cross. Elle fut également décorée de l’ordre de l'Empire britannique, et par la France de la croix de guerre 1939-1945.
Son nom de code opérationnel était Nurse et son identité de couverture était Jeanne-Marie Régnier, bonne d’enfants.

## Biographie

### Famille
Par son grand-père paternel elle descend de Juma Shah, saint soufi du XVe siècle. Par sa grand-mère paternelle, elle descend du sultan Tipu de Mysore (1750-1799), qui s’allia aux Français pour opposer une résistance obstinée aux Britanniques.
Son père, Hazrat Inayat Khan, est un mystique soufi indien qui fonda le soufisme inayati. Sa mère, Ora Ray Baker (en), est une Américaine. Sœur du violoniste et compositeur Hidayat Inayat Khan, elle est aussi la cousine de Mary Baker Eddy, qui fonda en 1879 le mouvement religieux Science chrétienne. Elle adopta l'Islam comme religion en 1912.
Les parents de Noor Inayat Khan se sont rencontrés aux États-Unis, se sont mariés à Londres en 1913, puis sont partis s’installer à Moscou. Ils eurent quatre enfants : 
- Noor Inayat Khan ;
- Vilayat Inayat Khan (né en 1916 à Londres - mort 17 juin 2004 à Suresnes) ;
- Hidayat Inayat Khan (1917-2016) ;
- Khair-un-Nisa Inayat Khan dite « Claire Ray Harper » (née en 1919), épouse Harper, mère de David Ray Harper.

### Premières années
Noor-Un-Nisa Inayat Khan naît le 1er janvier 1914 au Kremlin (Moscou, Russie). Par son ascendance paternelle, elle est une princesse musulmane soufie.
Sa famille quitte la Russie en 1916, avant la révolution bolchevique. Elle s’installe à Londres, dans le quartier de Gordon Square. Inayat Khan fonde l’ordre soufi, une école pour initiés. Il souhaite diffuser le soufisme en Occident, notamment par l'intermédiaire de la musique.
En 1921, après quatre ans à Londres, la famille finit par arriver à Paris. Elle déménage de banlieue en banlieue. Une riche Néerlandaise adepte des doctrines d’Inayat achète pour son père, Hazrat, une maison à Suresnes, 23 rue de la Tuilerie. Il lui donne le nom de Fazal Manzil, qui veut dire La Maison des Bénédictions.
Le 13 septembre 1926, son père réunit une assemblée de tous ses disciples. Peu de temps après, ayant décidé de revenir aux sources du savoir, il repart en Inde, où il meurt le 5 février 1927. Noor restera persuadée qu’il s’était simplement retiré du monde. Elle assume désormais les fonctions de maîtresse de maison.
Comme son frère Vilayat, elle reçoit une éducation intellectuelle raffinée ; lettrée, portée sur la poésie, elle joue aussi de la harpe. Noor étudie à l'École primaire supérieure de jeunes filles de Suresnes (devenue aujourd'hui le collège Émile-Zola), passe son baccalauréat au lycée de Saint-Cloud, puis étudie la psychologie de l’enfance à la Sorbonne. Elle entre à l'École normale de musique de Paris, où elle pratique la harpe.
Elle tombe amoureuse d’un camarade de l'École normale mais la famille désapprouve le mariage, auquel elle finit par renoncer après une longue période de fiançailles.
Elle est engagée par Radio-Paris pour écrire des histoires pour les enfants. Ces contes sont aussi publiés dans Le Figaro du dimanche.

### Début de la guerre
Elle rompt ses fiançailles en 1939 et décide avec sa sœur de devenir infirmière.
Le 14 juin 1940, l’armée allemande entre dans Paris. La famille, de nationalité britannique, doit fuir à nouveau, sauf Hidayat qui choisit de rester en France, avec sa femme et ses enfants. Noor entraîne la famille, via Tours et Bordeaux, jusqu’au Verdon et l’embarque sur un cargo belge, le Kasongo, qui la conduit au port de Falmouth, en Angleterre, où elle arrive le 22 au matin.
Noor et son frère Vilayat abandonnent les préceptes de non-violence qui ont baigné leur vie jusque-là, et se décident à participer à la lutte contre le nazisme. Vilayat s’engage dans la marine.
Le 19 novembre, Noor s’engage dans la Women's Auxiliary Air Force. Sur les formulaires, elle indique qu’elle parle bien le français. Elle adopte le nom de Nora Baker. Au centre d’Édimbourg, elle suit un cours intensif d’opérateur radio. Elle est l'une des premières résistantes formées à cette tâche.
Le 10 juin 1941, elle est mutée à Abington, au centre de bombardiers de la RAF, où elle est chargée de la liaison radio avec les bombardiers en vol. Elle développe ses compétences d’opératrice radio, et prend l’habitude de travailler à n’importe quelle heure du jour et de dormir dans les intervalles. Elle loue même un poste radio pour s’entraîner avec une camarade à améliorer sa vitesse. Vers la fin de l’année, elle demande à passer officier, et choisit le renseignement comme spécialité.
Au printemps 1942, elle est affectée au camp de Campton Basset, dans le Wiltshire. Elle y suit pendant plusieurs semaines la formation en transmission pour opérateurs radio clandestins. Le 10 octobre elle est convoquée à Londres à un entretien avec Selwyn Jepson dans la chambre no 238 de l’hôtel Victoria, sur Northumberland Avenue, par le Bureau de recherches interarmées. Chargé du recrutement au Special Operations Executive, Jepson lui propose de la recruter le jour même. Elle accepte en ayant eu communication de la nature du travail à accomplir et du risque couru : une chance sur deux d’en revenir.
Le 8 février 1943 elle entre au SOE, section F ; grade : section officer ; matricule : 9901. Le 27, elle démarre une nouvelle période d’entraînement intensif. Juste avant son départ, elle est nommée sous-lieutenant de la WAAF. À ce titre, elle recevra £ 350 par an, mais sans uniforme, ni d’indemnité d’habillement. Cela signifie qu’une fois sur le terrain, si faite prisonnière, elle ne sera pas protégée par la Convention de Genève du 27 juillet 1929 relative au traitement des prisonniers de guerre.
En mai, il ne lui reste que le stage de parachutage à suivre. Mais à Paris, Gilbert Norman « Archambault », l’opérateur radio du réseau Prosper-PHYSICIAN a un besoin urgent d’aide. Passant outre aux avis majoritairement défavorables de ses instructeurs,, Maurice Buckmaster décide de l’envoyer sur le terrain dès la lune suivante. N’ayant pas suivi de formation au parachutage, elle devra être déposée de nuit par Westland Lysander.

### Mission clandestine à Paris
Sa mission est d’être l’opérateur radio du réseau PHONO, sous-réseau du réseau Prosper-PHYSICIAN, dirigé par Henri Garry. Elle est ainsi la première femme à être envoyée par le SOE comme opérateur radio en France occupée. Elle apporte avec elle comme équipement : une fausse carte d’identité, de faux tickets d’alimentation, des stimulants (pour pouvoir rester éveillée ou fournir un effort physique exceptionnel), des somnifères (pour endormir quelqu'un à son insu), des simulateurs de nausées et une pilule de cyanure. Son poste radio doit être expédié séparément.
Entre le 16 et le 17 juin elle est amenée en France à l’occasion d’un doublé de Westland Lysander organisé de nuit entre Tangmere et le terrain INDIGESTION près de Villevêque (Maine-et-Loire). C’est Henri Déricourt qui a organisé le vol (opération TEACHER) et qui assure la réception des agents. Pendant sa mission en France, elle enverra régulièrement des lettres à sa mère, à ses frères et à sa sœur à Londres (4, Taviton Street). Les lettres seront acheminées par Lysander (grâce aux vols organisés par Déricourt) mais aucun destinataire n’aura le moyen de deviner qu’elle se trouve en France.
Le 17, celle qui porte le pseudonyme de Madeleine gagne la gare la plus proche et se rend à Paris. Le soir, elle sonne au 40, rue Erlanger où elle est reçue par Henri Garry, le chef du réseau PHONO, et sa fiancée, Marguerite Nadaud,,. Le lendemain on l’emmène à l’École nationale d'agriculture de Grignon, dirigée par M. Vanderwynckt. L’école abrite l’état-major d’un groupe de résistants rattaché au réseau Prosper-PHYSICIAN, comprenant — parmi des dizaines de personnes — le professeur Alfred Balachowsky, le chef du groupe et Marius Maillard, jardinier de l’école, chargé de la réception des parachutages. Noor, n’ayant pas encore reçu son appareil, commence à travailler avec celui de Gilbert Norman « Archambault », en s’installant dans la serre avec l’aide du jardinier.
Un groupe conduit par Balachowsky passe la nuit du 21 au 22 à Bazemont et réceptionne au Roncey un parachutage comprenant les affaires de Noor (trois postes émetteurs et ses affaires personnelles). Tout finit bien, malgré l’arrivée du conteneur dans un arbre et la dispersion de son contenu.
Deux jours plus tard, les trois dirigeants du réseau Prosper-PHYSICIAN sont arrêtés à Paris : peu après minuit, Andrée Borrel « Denise », courrier, et Gilbert Norman « Archambault », opérateur radio ; et, dans la matinée, Francis Suttill « Prosper », le chef du réseau. C’est le début d’une série massive d’arrestations parmi les agents du réseau et de ses sous-réseaux. À Grignon, c’est l’alerte. Tout le monde se disperse. Noor s’enfuit avec son matériel. Henri Garry lui trouve un logement chez un membre du réseau, square Malesherbes.
Henri Garry et Marguerite Nadaud se marient le 29 juin. Noor est présente à la mairie. Il est convenu qu’elle repassera chez eux, rue Erlanger, et qu’ils partiront alors ensemble au Mans. Madame Balachowsky, chez qui elle passe à Viroflay, la dissuade de retourner rue Erlanger, en raison du risque dû à l’évolution rapide de la situation. Noor suit le conseil, et c’est heureux car la Gestapo est effectivement passée chez Garry pendant son absence, et le couple Garry a décampé en laissant ses affaires sur place.
Le 1er juillet, malgré le danger, elle se rend à Grignon pour émettre. En arrivant à bicyclette sur les lieux, elle constate que les Allemands en uniforme sont déjà là. Sur le point d’être interpellée, elle tire plusieurs fois et réussit à s’enfuir. Pendant quinze jours, elle se cache, ainsi que France Antelme « Renaud » (alias Antoine Ratier), dans l’appartement de Madame Aigrain. Maurice Buckmaster propose à Noor de rentrer en Angleterre, mais elle décide de continuer son travail pour ne pas laisser ses camarades français sans communications. Elle se déclare capable, avec un peu de temps, de reconstituer un groupe de militants et continue à transmettre nombre de messages vers l’Angleterre, avec de grandes difficultés, car elle ne peut le faire depuis chez Madame Aigrain.
Mi-juillet, elle trouve un logement. C’est un studio minuscule situé 3 boulevard Richard-Wallace à Neuilly. Cet emplacement est très risqué, car le reste de l’immeuble est occupé par les SS. En tout cas, elle ne peut pas y émettre. Le 19, France Antelme rentre en Angleterre par avion Lysander. Fin juillet, elle manque d’être arrêtée dans une mission près d’Auffargis. Une perquisition menée par les Allemands leur permet, pour la première fois, d’enregistrer le prénom « Madeleine » dans leurs fichiers.
En août, les opérateurs radio ayant disparu l’un après l’autre, elle est devenue seul opérateur radio libre de la section F en action dans la région parisienne. Colin Gubbins, qui vient d’être nommé à la tête du SOE, écrit à son propos : « Son poste est actuellement le plus important et le plus dangereux en France ». Le major Nicolas Bodington, numéro 2 de la section F, venu en France pour enquêter sur l’effondrement du réseau Prosper-PHYSICIAN, la rencontre et insiste pour que la section F demande son rappel, mais elle refuse. Prétextant qu’elle attend l’arrivée de son remplaçant, elle manque le Lysander qui ramène en Angleterre Claude de Baissac « David », Lise de Baissac « Odile » et Nicolas Bodington dans la nuit du 16/17,.
Lors d’une réunion le 30 dans un appartement de la place de l'Alma, à Paris, le Conseil national de la Résistance (CNR) élit Georges Bidault à sa tête, en remplacement de Jean Moulin, arrêté le 21 juin à Caluire. Noor, dans l’arrière-cuisine avec son émetteur, transmet le résultat de l'élection à Londres,.

### Aux mains de l’ennemi
Après trois mois et demi, selon une source elle aurait été trahie par Renée Garry, sœur du chef du réseau PHONO, jalouse de ne pas faire partie du réseau et qui demande 100 000 francs comme récompense, soit un dixième du prix que les Allemands auraient été prêts à payer pour cela. Selon une autre source, elle aurait été dénoncée par Henri Déricourt. Le 11, 12 ou le 13 octobre, Noor est arrêtée à son domicile, au premier étage du 98, rue de la Faisanderie, à 200 mètres du siège du SD, avenue Foch : rentrant chez elle, Noor s’aperçoit que deux hommes sont postés devant l’immeuble. Elle se cache dans une ruelle perpendiculaire et attend quelques instants, puis reprenant l’observation, constate que les hommes ont disparu. Tranquillisée, elle rentre dans son appartement, mais les Allemands y ont tendu une souricière et l’agent Pierre Cartaud, posté là par Ernst (Vogt ?), l’y attend. Dès qu’elle entre, il la saisit. Elle se débat furieusement et le mord. Utilisant son pistolet, il la menace d’arrêter sa logeuse Solange. Elle se calme. Pierre Cartaud peut appeler du renfort. Elle est emmenée avenue Foch non loin de là, et présentée à Karl Bömelburg, chef de la Gestapo en France. Dans l’appartement, les Allemands trouvent son poste émetteur et un cahier d’écolier rangé dans sa table de nuit, dans lequel elle a consigné les messages chiffrés envoyés ou reçus de Londres, avec leur traduction en clair,. Grâce à ces prises, ils engageront avec Londres un Funkspiel, mené par Josef Goetz pendant plusieurs mois. Ainsi, jusqu’au printemps 1944, Londres croira PHONO fiable, ce qui entraînera l’envoi de plusieurs agents du SOE directement entre les mains de l’ennemi.
Le premier jour de son incarcération, Noor demande à Hans Kieffer à se rendre aux toilettes, sans menottes, elle escalade la fenêtre, atteint le toit mais, faute de moyen pour descendre, elle est reprise.
Dans la nuit du 24 au 25 novembre, nouvelle tentative d’évasion, en compagnie de John Starr « Bob » et Léon Faye « Aigle », chef du réseau français ALLIANCE rattaché à l’Intelligence Service. Il existe trois récits de cette tentative d’évasion :
- récit de Bob Starr à Vera Atkins : Chacun avait scié les barreaux de sa cellule, en masquant les dégâts avec de la poudre et de la crème pour le visage que les Allemands avaient autorisé Noor à conserver. Tandis que Starr et Faye parviennent à gagner le toit d’une autre aile du bâtiment, Noor met deux heures à faire sauter les barreaux de sa cellule. Elle finit par les rejoindre sur le toit, mais une alerte aérienne se déclenche et toutes les cellules sont inspectées. L’évasion est découverte, et les fuyards sont repris[16] ;
- récit de Léon Faye, rapporté par Ferdinand Rodriguez dans son livre, en 1958 ;
- récit de Marie-Madeleine Fourcade.

Elle échoue. Hans Kieffer leur demande de donner leur parole d’honneur de ne plus tenter de s’évader. Seul Starr accepte de signer. Noor et Faye refusent. Le 27, elle est transférée à la section féminine de la prison civile de Pforzheim, près de Karlsruhe, dans le nord de la Forêt-Noire. Wilhelm Kraus, directeur de la prison, reçoit l’ordre de la traiter selon le décret Nacht und Nebel (NN), et de l’attacher par les pieds et les mains. Une troisième chaîne relie ses mains et ses pieds ; elle a besoin d’aide pour se nourrir et se laver ; sa cellule l’isole des bruits extérieurs par deux épaisses portes d’acier. Ce régime lui sera appliqué pendant les neuf mois où elle va rester à Pforzheim.
Le 27 mars 1944, son nom est proposé à l’ordre de l'Empire britannique.
Le 10 septembre, Noor est transférée à la prison de Karlsruhe, où elle rejoint Yolande Beekman « Mariette », Éliane Plewman « Gaby » et Madeleine Damerment « Solange », qui s’y trouvent depuis leur transfert depuis Fresnes le 12 mai. Le lendemain, une gardienne informe les quatre femmes de leur départ prévu pour le lendemain matin. Le 12 à 1 h 30, on vient les chercher dans leur cellule et on les remet à la Gestapo, qui les emmène en train à Munich. Dans la soirée, elles prennent un nouveau train pour Dachau, à 20 km au nord de la ville, puis à pied, elles finissent la route jusqu’au camp de concentration où elles sont enfermées dans des cellules individuelles.
Le matin du 13, elles sont emmenées jusqu’à un mur situé derrière le four crématoire. Leurs vêtements sont arrachés, elles sont violemment battues. Selon un témoin oculaire qui écrivit 14 ans après les faits, « Noor est rouée de coups par l’officier SS Friedrich Wilhelm Ruppert, qui dirige le camp. Il s’est acharné sur elle avec une violence inouïe. Elle n’a pas pleuré et n’a rien dit. Quand il a été à bout de souffle et que la jeune femme n’était plus qu’un tas de chairs ensanglantées, il lui a dit qu’il allait la tuer. Le seul mot qu’elle ait dit avant qu’il ne lui tire une balle dans la nuque, c’est Liberté ! ». Mortes ou mourantes, les quatre femmes sont brûlées dans le four crématoire. L’officier SS sera condamné pour d’autres crimes et exécuté en mai 1946.

## Œuvres de Noor Inayat Khan

### Compositions musicales
- Le Chant au Madzoob[Notes 13].
- Prélude pour harpe.
- Élégie pour harpe et piano.

### Livre pour enfants
- (en) Twenty Jātaka Tales. Retold [from the Pāli Jātaka and the Jātaka-māla] by Noor Inayat, and pictured H. Willebeek Le Mair, G.G. Harrap & Co., Londres, 1939.
- (fr) 20 Contes des vies passées du Bouddha, Claire Lumière, 1999 122 p.  (ISBN 2-905998-45-8).

## Identités
- Nom de naissance : Noor-Un-Nisa Inayat Khan[Notes 14]
- Comme agent du SOE, section F :
  - nom de guerre (fieldname) : « Madeleine » ;
  - nom de code opérationnel : NURSE ;
  - identité de couverture : Jeanne-Marie Régnier, bonne d’enfants ;
  - autre pseudo : Nora Baker[18].

Parcours militaire :
- Novembre 1940. Women's Auxiliary Air Force ; 424598 ACW ;
- 8 février 1943. SOE, section F ; grade : section officer ; matricule : 9901.

## Reconnaissance

### Distinctions

#### Britanniques
- George Cross (GC) à titre posthume[19], sur proposition de Colin Gubbins, pour « actes du plus grand héroïsme, de courage le plus insigne, dans des circonstances extraordinairement dangereuses ». Durant la Seconde Guerre mondiale, la George Cross n’a été décernée qu’à trois femmes : Noor, Odette Sansom-Hallowes et Violette Szabo, toutes trois du SOE ;

- Membre de l'ordre de l'Empire britannique (MBE)

- War Medal 1939-1945 Mentioned in Despatches
- France and Germany Star

#### Française
- Croix de guerre 1939-1945, avec étoile de vermeil (1946)[2].

### Hommages
- En tant que l’un des 104 agents de la section F du SOE morts pour la France, Noor Inayat Khan est honorée au mémorial de Valençay (Indre, France).
- En 1967, une plaque commémorative a été apposée à Suresnes[20] devant la maison du 23 rue de la Tuilerie, où elle a passé son enfance[2]. Sont gravés ces mots : « ICI HABITAIT NOOR INAYAT KHAN, 1914-1944, MADELEINE DANS LA RÉSISTANCE, FUSILLÉE À DACHAU, OPÉRATRICE-RADIO DES RÉSEAUX BUCKMASTER, CROIX DE GUERRE 1939-1945 — GEORGE CROSS ». La demeure, devenue lieu de rencontres spirituelles soufies et inter-religieuses, accueille dans le jardin le sanctuaire « L'Universel Mémorial Noor », dont la forme évoque quatre bouddhas dos à dos. En 1988, dans la même ville, la voie située entre la rue de Verdun et la rue Darracq est renommée « cours Madeleine », en hommage à son pseudonyme de résistante[2],[Notes 15].
- À l’école d’agriculture de Grignon, aujourd’hui AgroParisTech, une plaque lui rend hommage : « À la mémoire de NOOR INAYAT KHAN dite MADELEINE, George Cross, Héroïne de la résistance, 1914-1944 ».
- À Londres, un buste de Noor Inayat Khan lui rend hommage, Gordon Square Gardens (Bloomsbury), près de l'appartement familial (4, Taviton Street). L'inauguration a lieu le 8 novembre 2012, en présence de la princesse Anne.
- 2014, la Royal Mail émet un timbre à son effigie[2].
- 2020 : une blue plaque lui rend hommage au 4 Taviton Street, Bloomsbury[21]

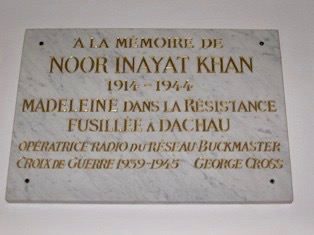
Plaque.
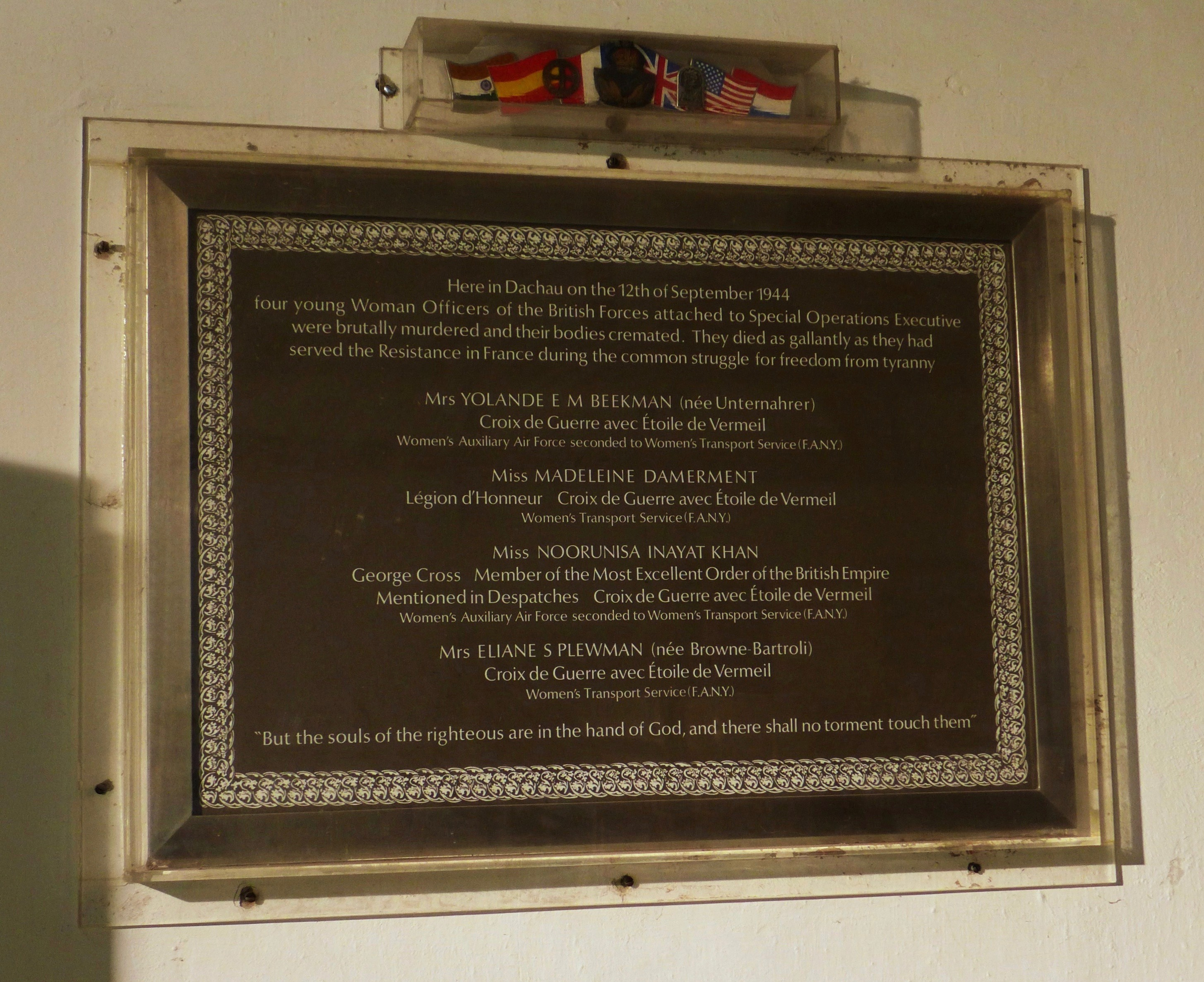
Plaque à Dachau.
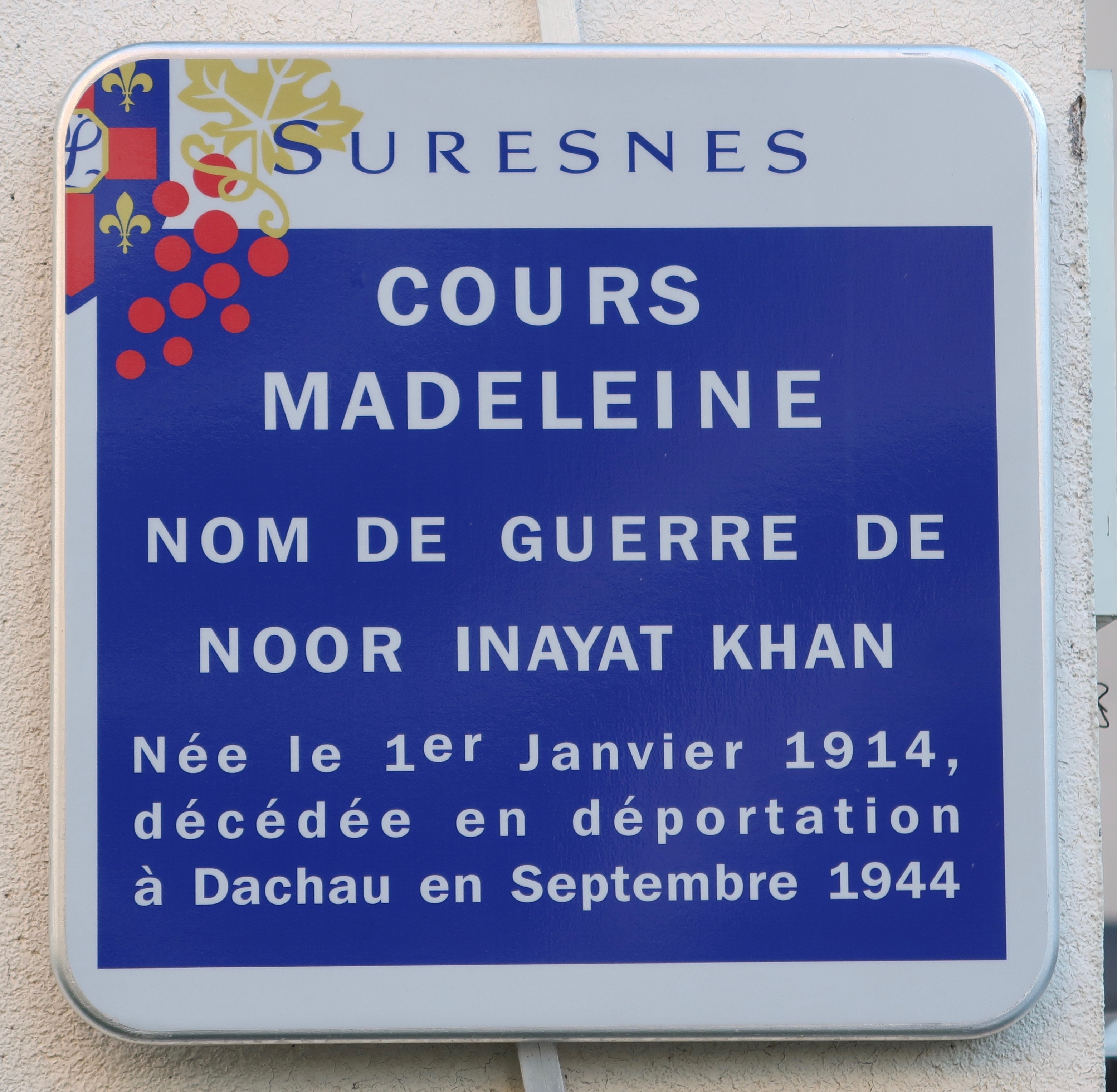
Plaque du cours Madeleine à Suresnes (Hauts-de-Seine).
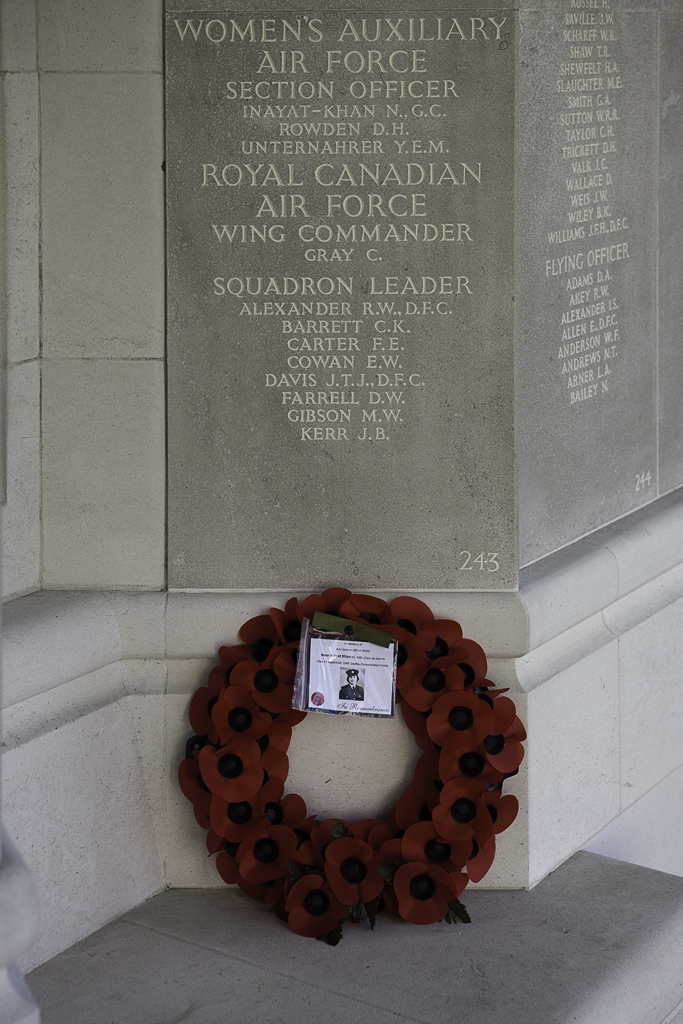
Plaque au Air Forces Memorial England.
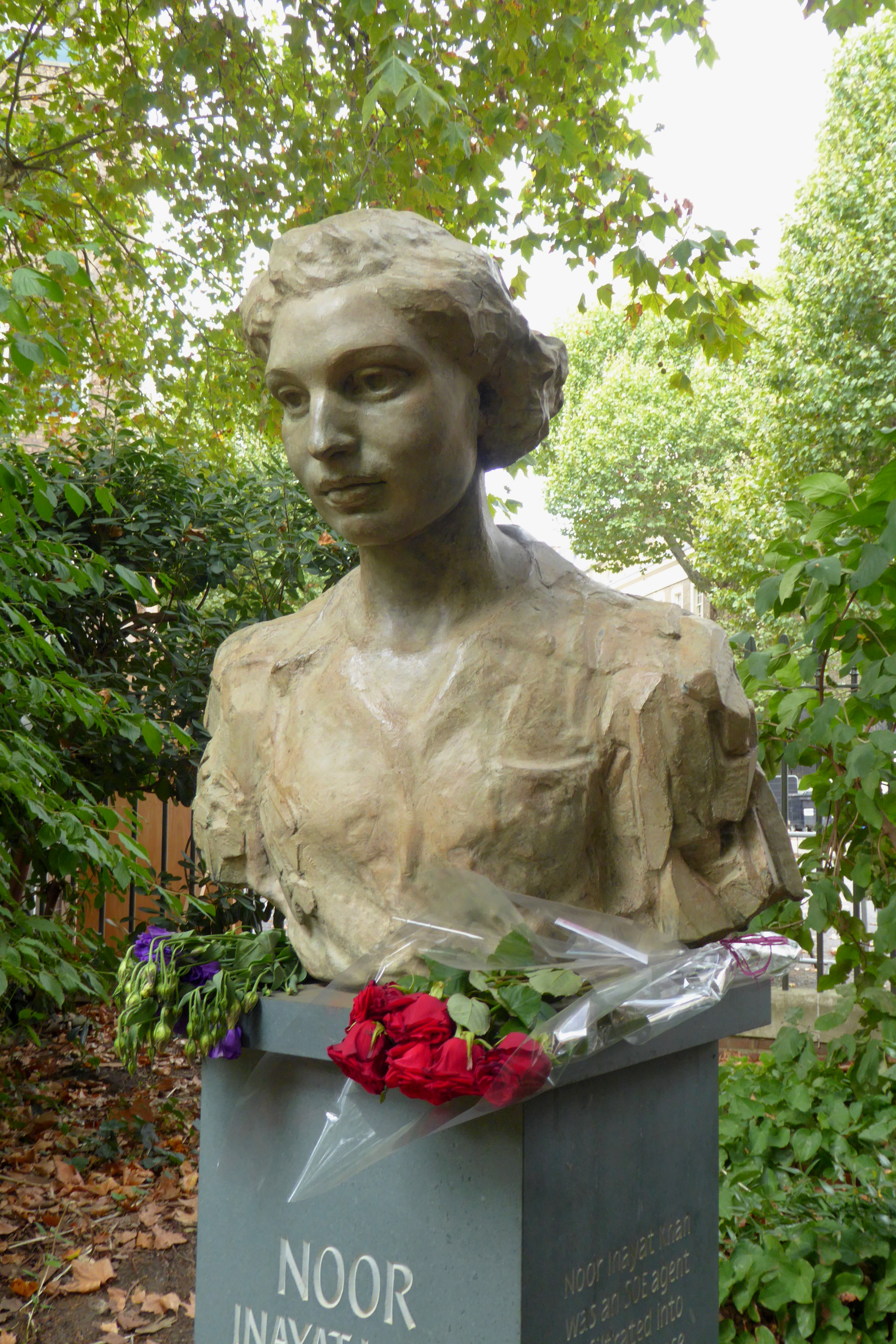
Buste à Londres.
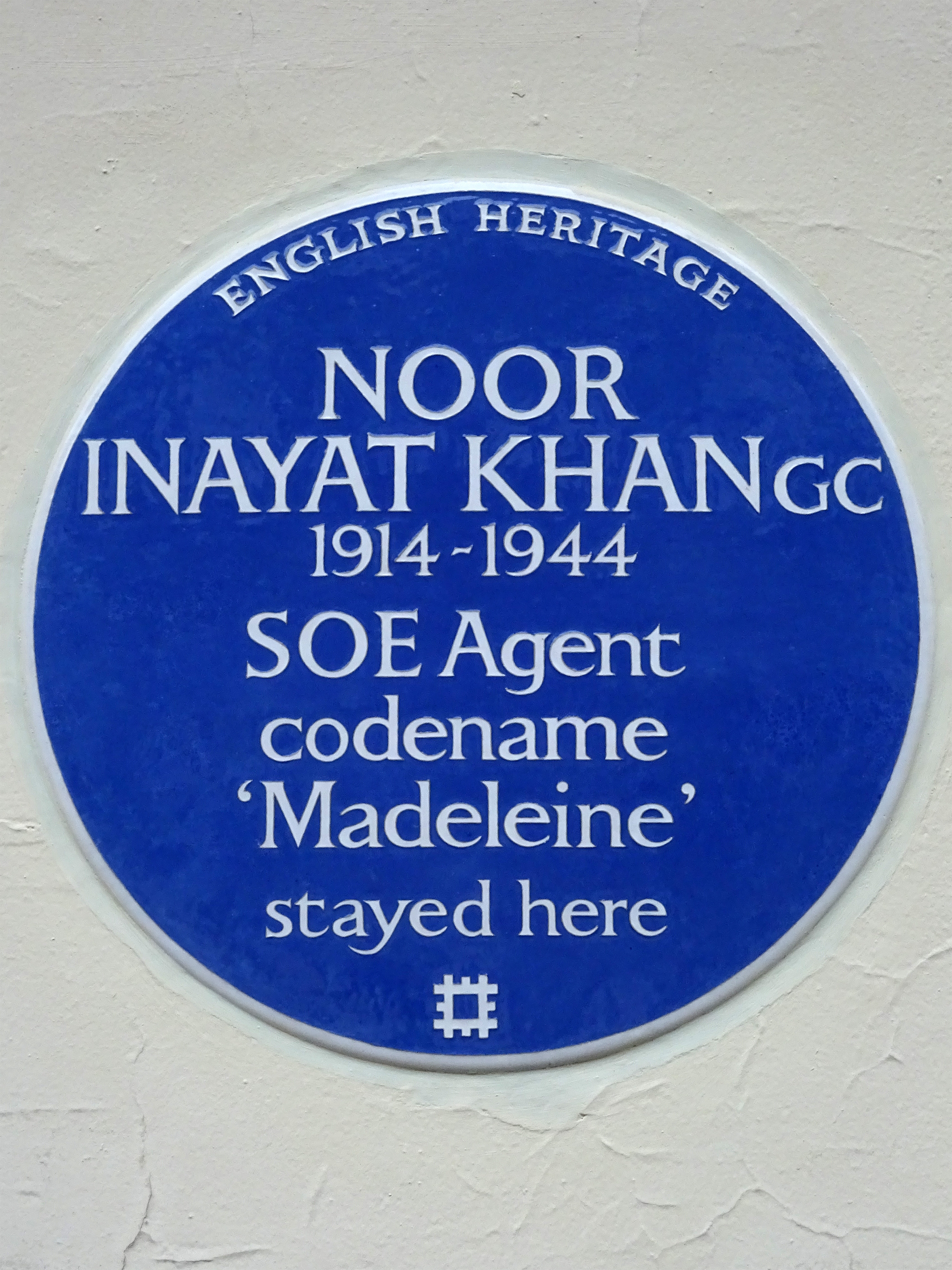
Blue plaque, Londres, août 2020

### Bâtiments
- Inaugurée en 2013, une école de Suresnes porte son nom[2],[22].

### Ordre soufi
- L’ordre soufi la reconnaît comme la première sainte occidentale[23].

## Dans la culture

### Littérature
- Resistance (2010), poème de Stacy Ericson publié sur Internet et dédié à Noor Inayat Khan, lire en ligne (consulté le 17/08/21).
- A Tribute To The Illuminated Woman of World War II (2013), poème de Irfanulla Shariff, publié sur Internet et dédié à Noor Inayat Khan, lire en ligne (consulté le 17/08/21).
- The Lost Girls of Paris (2019), roman de Pam Jenoff sur le SOE et ses agents féminins. Le personnage de Josie est partiellement inspiré de Noor[24].

### Théâtre
- Agent Madeleine (2018), pièce sur la vie et la mort de Noor, créée au Fringe Festival d'Ottawa, le rôle de Noor étant interprété par Puja Uppal[25].

### Cinéma
- En septembre 2012, les producteurs Zafar Hai et Tabrez Noorani obtiennent les droits cinématographiques de la biographie Spy Princess : The Life of Noor Inayat Khan[26].
- A Call to Spy (2019), film écrit et produit par Sarah Megan Thomas et réalisé par Lydia Dean Pilcher, consacré à l'action de trois espionnes du SOE en France. Le rôle de Noor (romancé) est tenu par Radhika Apte[27].

### Télévision
- A Man Called Intrepid (première diffusion 1979), mini-série télévisée de six heures, diffusée au Canada sur CTV et aux États-Unis sur NBC. David Niven tient le rôle de Sir William Stephenson et Barbara Hershey celui de Noor.
- Adrishya, série indienne, diffusée sur Epic TV (2014). Le deuxième épisode relate l'action et la mort de Noor Inayat Khan.
- Enemy of the Reich : The Noor Inayat Khan Story (2014), docudrame biographique de 60 minutes diffusé sur PBS, réalisé par Robert H. Gardner. Grace Srinivasan tient le rôle-titre[28].
- Churchill's Secret Agents the new recruits (2018), série diffusée sur Netflix. L'épisode 4 de la saison 1 contient la relation de la mission de Noor dans le SOE.
- Doctor Who, série 12, (2020). Dans Spyfall, Part 2, le deuxième épisode, Aurora Marion joue le rôle de Noor.

### Radio
- Pièce radiophonique sur Noor (1980) écrite par Patrice Chaplin, diffusée par BBC Radio 4 dans les productions théâtrales de l'après-midi.
- Un épisode du podcast Espions, une histoire vraie par Stéphanie Duncan, sur France Inter lui est consacré (2019).